# Metalogizmus
A metalogizmus retorikai alakzat, a neoretorikában a metabolák egyik típusa. A szószerkezetek, a mondatok és a mondatoknál nagyobb nyelvi egységek jelentésváltozása, a nyelvi jel és a jelölt normatív, megszokott kapcsolatának módosítása. A metalogizmus hatásának az a feltétele, hogy a befogadó ismerje a leírt dolgot, jelenséget s azt a nyelvi normát, amelytől eltér az adott alakzat. Ezért esztétikai hatásának megértéséhez nem elegendő a nyelvi elemzés. Metalogizmus a rövidség (brevitas), a célzás, a kommutáció.